# Langley (circonscription fédérale)
Pour les articles homonymes, voir Langley.

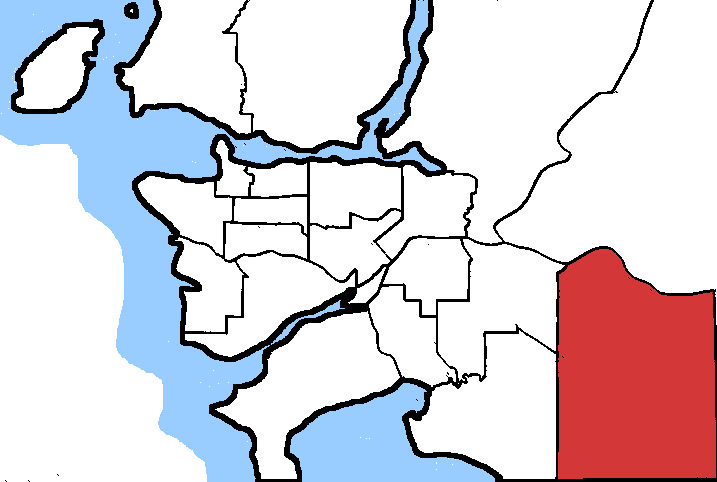
Carte de la circonscription fédérale de Langley.

Langley est une ancienne circonscription électorale fédérale canadienne de la Colombie-Britannique, représentée de 2004 à 2015.

## Circonscription fédérale
La circonscription se situait au sud de la Colombie-Britannique et représentant la ville et le canton de Langley et des réserves amérindiennes de Katzie, Matsqui et McMillan. 
Les circonscriptions limitrophes étaient Abbotsford, Pitt Meadows—Maple Ridge—Mission, Fleetwood—Port Kells et Surrey-Sud—White Rock—Cloverdale. 
Elle possédait une population de 117 858 personnes, dont 84 004 électeurs, sur une superficie de 327 km2. 

## Résultats électoraux
|       | Candidat          | Parti        | # de voix | % des voix |
|       | (x) Mark Warawa   | Conservateur | +35 569,  | 64,52 %    |
|       | Rebecca Darnell   | Libéral      | +04 990,  | 9,05 %     |
|       | Piotr Majkowski   | NPD          | +11 277,  | 20,45 %    |
|       | Carey Ann Poitras | Vert         | +02 943,  | 5,34 %     |
|       | Craig Nobbs       | Indépendant  | +00353,   | 0,64 %     |
| Total | Total             | Total        | 55 132    | 100 %      |

|       | Candidat        | Parti        | # de voix | % des voix |
|       | (x) Mark Warawa | Conservateur | +33 115,  | 61,52 %    |
|       | Jake Gray       | Libéral      | +05 975,  | 11,1 %     |
|       | Andrew Claxton  | NPD          | +09 000,  | 16,72 %    |
|       | Patrick Meyer   | Vert         | +05 119,  | 9,51 %     |
|       | Ron Gray        | Héritage     | +00619,   | 1,15 %     |
| Total | Total           | Total        | 53 828    | 100 %      |

## Historique
La circonscription fut initialement créée en 2003 à partir de Langley—Abbotsford et Surrey-Sud—White Rock—Langley. Abolie lors du redécoupage de 2012, elle fut redistribuée parmi Langley—Aldergrove et Cloverdale—Langley City.
1. 2004-2015 — Mark Warawa, PCC

- PCC = Parti conservateur du Canada

1. ↑  Élections Canada.